# Усу
Усу (фр. Aussos) насеље је и општина у јужној Француској у региону Миди Пирене, у департману Жерс која припада префектури Миранд.
По подацима из 2011. године у општини је живело 65 становника, а густина насељености је износила 8,27 становника/km². Општина се простире на површини од 7,86 km². Налази се на средњој надморској висини од 345 метара (максималној 346 m, а минималној 232 m).

## Демографија
| 1962. | 1968. | 1975. | 1982. | 1990. | 1999. | 2011. |
| ----- | ----- | ----- | ----- | ----- | ----- | ----- |
| 113   | 114   | 89    | 70    | 73    | 77    | 65    |

График промене броја становника у току последњих година